# Rialto Towers
Pour les articles homonymes, voir Rialto.
Les Rialto Towers sont deux gratte-ciel de bureaux situé à Melbourne (Australie).

## Utilisations
Le 55 niveau de la tour abrite le restaurant gastronomique Vue du Monde.